# Montaña Diama
Montaña Diama är ett berg i Spanien.   Det ligger i provinsen Provincia de Las Palmas och regionen Kanarieöarna, i den sydvästra delen av landet, 1 600 km sydväst om huvudstaden Madrid. Toppen på Montaña Diama är 453 meter över havet, eller 135 meter över den omgivande terrängen. Bredden vid basen är 1,3 km. Montaña Diama ligger på ön Lanzarote. Det ingår i Los Morros de Hacha Chica.
Terrängen runt Montaña Diama är huvudsakligen kuperad, men åt nordost är den platt. Runt Montaña Diama är det ganska tätbefolkat, med 199 invånare per kvadratkilometer. Närmaste större samhälle är Arrecife, 16,1 km öster om Montaña Diama. Trakten runt Montaña Diama är ofruktbar med lite eller ingen växtlighet.